# Bohdalov
Bohdalov (in tedesco Bochdalau) è un comune mercato della Repubblica Ceca facente parte del distretto di Žďár nad Sázavou, nella regione di Vysočina.